# El Español (Madrid)
El Español fue un periódico editado en Madrid entre 1835 y 1837 y, en una segunda época, de 1845 a 1848. Fue fundado por Andrés Borrego.

## Historia
Apareció por primera vez en Madrid en 1835, fundado por Andrés Borrego.
Redactado por autores como Flores Calderón, Saturnino Calderón Collantes, Santos López-Pelegrín, Buenaventura Carlos Aribau, contó con colaboraciones de Álvaro Flórez Estrada, Francisco Navarro Villoslada, José Zorrilla, José de Espronceda, Antonio de los Ríos Rosas, Donoso Cortés, Pérez Hernández, Joaquín Francisco Pacheco, Ignacio José Escobar, José García de Villalta, Luis González Bravo y Mariano José de Larra, que lo consideraba «el mejor, indudablemente, de Europa».
Dejó de publicarse en 1837 —su sucesor vino a ser El Correo Nacional— y reapareció entre 1845 y 1848. En este segunda época colaboraron autores como Pedro Nolasco Aurioles, Ramón de Campoamor, Eduardo González Pedroso, Eulogio Florentino Sanz, Manuel Seijas Lozano o Luis Valladares y Garriga, entre otros.